# Venuspassage (Neptunus)
Venuspassage benämns det som inträffar när planeten Venus passerar framför solen sett från Neptunus, men även från Jorden, Mars, Jupiter, Saturnus och Uranus. Venus kan då ses som en liten svart skiva som långsamt rör sig över solens yta. 
Den senaste Venuspassagen från Neptunus skedde den 12 november 1966 och nästa passage kommer att inträffa den 27 oktober 2042.
Den synodiska perioden för Venus och Neptunus är 225,5 dygn. Den inbördes inklinationen mellan banorna är 2,79 grader.

## Tidtabell för Venuspassager från Neptunus[2]
Venuspassager från Neptunus inträffar i serier av 10, 11 eller 12 passager med en intervall av en synodisk period och därefter en lucka på 123 synodiska perioder före nästa serie.
| 14 februari 1884 |
| 9 september 1960 |
| 23 april 1961    |
| 4 december 1961  |
| 18 juli 1962     |
| 28 februari 1963 |
| 12 oktober 1963  |
| 24 maj 1964      |
| 5 januari 1965   |
| 18 augusti 1965  |
| 1 april 1966     |
| 12 november 1966 |
| 27 oktober 2042  |
| 10 juni 2043     |
| 21 januari 2044  |
| 3 september 2044 |
| 16 april 2045    |
| 28 november 2045 |
| 11 juli 2046     |
| 22 februari 2047 |
| 5 oktober 2047   |
| 18 maj 2048      |
| 30 december 2048 |